# Middlesbrough Football Club
Il Middlesbrough Football Club, noto semplicemente come Middlesbrough e a volte abbreviato in Boro, è una società calcistica inglese fondata nel 1876 e con sede nella città di Middlesbrough, militante in Football League Championship, la seconda divisione del campionato inglese.
Membro fondatore della Premier League (massima divisione inglese) nel 1992, dal 1995 disputa le proprie partite casalinghe al Riverside Stadium, impianto da 35.000 posti a sedere, dopo aver abbandonato il vecchio Ayresome Park in cui giocò per novantadue anni. I colori sociali sono il bianco e il rosso e lo stemma include un leone rampante.
Il Middlesbrough ha vinto una Football League Cup nel 2004 e ha raggiunto la finale di Coppa UEFA nel 2006, perdendola per 0-4 contro il Siviglia.

## Storia

### I primi anni

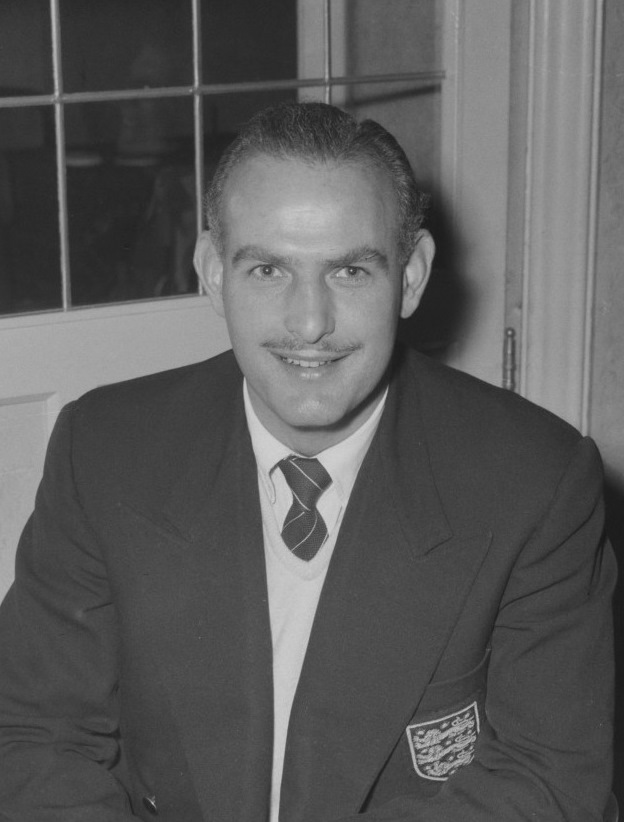
George Hardwick, storica bandiera del Middlesbrough dal 1937 al 1950

Il Middlesbrough Amateur Cricket Club fu fondato nel 1876 all'Albert Park Hotel di Middlesbrough. Nel 1889 diversi membri dissidenti del Middlesbrough ACC si separarono per fondare il Middlesbrough Ironopolis. Ambo le squadre esordirono nel calcio professionistico nel dicembre 1889.
Il 19 maggio 1899 la squadra divenne membro della Football League. Nel 1895 e nel 1898 la squadra vinse la FA Cup dilettantistica e nel 1892 tornò ad essere un club dilettantistico. Nel 1899 passò definitivamente al professionismo. Nel 1902 ottenne la promozione in First Division, dove rimase per i successivi 22 anni.
Nel 1903 la squadra si era trasferita ad Ayresome Park, che rimase lo stadio di casa per i 92 anni seguenti. Nel 1905 ingaggiò Alf Common per 1000 sterline, record per il club. Negli anni a venire le prestazioni della compagine di Middlesbrough furono molto altalenanti: dal sesto posto della stagione 1907-1908 al diciassettesimo di due anni dopo. Nel 1913-1914 si piazzò terzo, miglior piazzamento di sempre in massima serie.
Dopo la sospensione dell'attività agonistica a causa dello scoppio della prima guerra mondiale, il Boro vinse la Northern Victory League, ma non riuscì a consolidarsi ai primi posti della First Division e nel 1919-1920 si piazzò a metà della graduatoria. Negli anni seguenti ottenne la salvezza, ma nel 1923-1924 giunse la prima retrocessione in Division Two, dopo l'ultimo posto a dieci punti di distacco dalla penultima.
Nel 1927 la squadra, guidata da Peter McWilliam, subentrato a Bamlett, tornò in Division One vincendo il campionato di Division Two. In quella stagione il debuttante George Camsell, ingaggiato da un club di Third Division North, il Durham City, segnò ben 59 gol in campionato, comprese nove triplette. Si laureò capocannoniere per le seguenti dieci stagioni. La retrocessione del Boro in seconda serie fu immediata, ma immediato fu anche il ritorno in massima divisione, ottenuto nel 1928-1929, dopo aver vinto un altro campionato di Second Division. Il club rimase in massima serie sino al 1959.

### L'era Bryan Robson
Nell'estate del 1994 Bryan Robson lasciò il Manchester United per approdare al Middlesbrough nel ruolo di allenatore/giocatore. La stagione si concluse con la vittoria della First Division e la promozione in Premier League. Il Boro inizio così la nuova stagione nella massima divisione debuttando al Riverside Stadium, il nuovo stadio che venne ultimato poco prima dell'inizio della stagione 1995-1996. Durante il calciomercato la rosa venne impreziosita da elementi di caratura internazionale, il brasiliano Juninho Paulista, Nick Barmby e Branco. Nonostante un avvio di campionato molto promettente, le ottime prestazioni fornite da Juninho non bastarono ad evitare al Boro un posizionamento a metà classifica, a dispetto delle ambizioni di qualificazione alla Coppa UEFA di inizio stagione.

Il Middlesbrough di Bryan Robson della stagione 1996-1997, finalista in Football League Cup e FA Cup.

Nell'estate 1996 il Boro ingaggiò l'attaccante italiano Fabrizio Ravanelli, appena laureatosi campione d'Europa con la Juventus dopo la vittoria della UEFA Champions League 1995-1996 e divenuto il giocatore più pagato nella storia del club inglese, e il centrocampista brasiliano Emerson dal Porto. L'inizio di stagione fu molto promettente, con Ravanelli che segnò una tripletta al debutto contro il Liverpool. La squadra, dopo le prime sei partite disputate, si ritrovò al quarto posto della Premier League. Successivamente, anche per colpa di diversi infortuni che gravarono sulla squadra, il Middlesbrough perse molte posizioni in classifica fino a ritrovarsi invischiato nella zona retrocessione. Nel mese di dicembre la squadra fu penalizzata di tre punti per aver rifiutato di disputare un incontro con il Blackburn Rovers a causa di diversi giocatori infortunati. Questo provvedimento fu molto contestato dal Middlesbrough, convinto di aver inoltrato in tempo la richiesta per lo spostamento del match incriminato. Questi tre punti detratti a fine stagione si rivelarono decisivi: il Boro non riuscì ad evitare una clamorosa quanto inaspettata retrocessione in First Division. Nonostante il campionato deludente, il Boro si rivelò il quarto attacco più prolifico della Premier League. Inoltre, in quella stagione, la squadra riuscì a raggiungere le finali di entrambe le competizioni nazionali, Coppa di Lega e Coppa d'Inghilterra. Perse la prima competizione contro il Leicester City (1-0) dopo i tempi supplementari nel match di replay disputatosi all'Hillsborough Stadium di Sheffield, dopo il pareggio (1-1) a Wembley. Infine fu sconfitto dal Chelsea per 2-0 di nuovo a Wembley nella finale di FA Cup.
Con la retrocessione la squadra dovette cedere i due giocatori di maggior spessore. Fabrizio Ravanelli fu acquistato dall'Olympic Marsiglia, mentre Juninho Paulista si accasò all'Atlético Madrid. Questi lasciò il Boro molto a malincuore, giustificando la propria partenza come necessaria per ambire ad un posto nella nazionale brasiliana in vista del mondiale di Francia 1998. Nonostante la retrocessione, il Middlesbrough prelevò il centrocampista Paul Merson dall'Arsenal e l'attaccante Marco Branca dall'Inter. Nel mercato invernale furono ingaggiati il rinomato centrocampista inglese Paul Gascoigne e l'attaccante colombiano Hamilton Ricard. Nonostante non giocasse nella massima serie, il Boro riuscì a conquistare la terza finale di una coppa nazionale in due stagioni calcistiche. Infatti, dopo aver eliminato il Liverpool, la squadra raggiunse la finale di Coppa di Lega, dove fu nuovamente sconfitta, ancora dal Chelsea. La stagione 1997-1998 si concluse comunque con il ritorno immediato del Middlesbrough in Premier League, che terminò la First Division in seconda posizione alle spalle del Nottingham Forest.
Nelle stagioni successive il Boro riuscì a consolidarsi stabilmente nella massima serie inglese.

### L'era Steve McClaren
Nell'estate del 2001 il Middlesbrough esonerò il tecnico Bryan Robson, ponendo fine ad una gestione durata sette anni. La panchina venne quindi affidata all'inglese Steve McClaren, al primo incarico da allenatore, avendo fino ad allora ricoperto il ruolo di assistente nei precedenti club, ultimo dei quali il Manchester Utd di Alex Ferguson. Poco dopo l'ingaggio del nuovo allenatore, la rosa venne arricchita da preziosi elementi, tra cui il difensore e capitano della nazionale inglese Gareth Southgate, il centrocampista Jonathan Greening e l'attaccante Benito Carbone. Nonostante la squadra raggiunse le semifinali di FA Cup, il Middlesbrough terminò la stagione al dodicesimo posto in Premier League.
Nell'estate del 2002 il club diede vita ad una vera e propria rivoluzione. Tra i giocatori di maggior rilievo acquistati ci furono l'attaccante italiano Massimo Maccarone, prelevato dall'Empoli per otto milioni di sterline, cifra che rese il giocatore l'acquisto più costoso nella storia della squadra, Geremi e Doriva, acquisiti con la formula del prestito per una stagione dai rispettivi club Real Madrid e Celta Vigo, il mediano George Boateng dall'Aston Villa ed il fantasista brasiliano Juninho Paulista, per il quale si trattava del terzo ritorno in maglia biancorossa. I nuovi acquisti vennero accolti con enorme entusiasmo dai tifosi, che percepivano le ambizioni della società, sempre più determinata a conquistare il suo primo trofeo e a raggiungere la qualificazione alle competizioni europee. Nonostante le aspettative di inizio stagione, la squadra terminò nuovamente la stagione con un piazzamento di metà classifica.

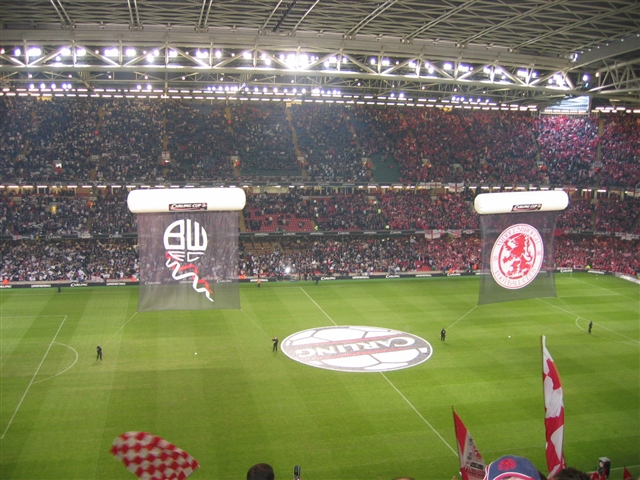
Il prepartita della vittoriosa finale di Football League Cup 2003-2004

La stagione 2003-2004 fu quella più fruttuosa della storia del club, che centrò la vittoria della Coppa di Lega, battendo in finale il Bolton per 2-1, grazie anche ai preziosi ascquisti estivi, tra cui lo spagnolo Gaizka Mendieta dalla Lazio, l'olandese Boudewijn Zenden ed il terzino inglese Danny Mills. La vittoria della coppa garantì al Boro la conquista del suo primo trofeo, grazie al quale ottenne la qualificazione alla Coppa UEFA per la stagione seguente.
Nell'estate del 2004 il Middlesbrogh rinforzò ulteriormente la rosa con giocatori di rilievo quali Jimmy Floyd Hasselbaink, Mark Viduka, Ray Parlour e Michael Reiziger. Al termine della stagione, grazie anche ad un rigore parato dal portiere Mark Schwarzer durante l'ultima partita di campionato disputata contro il Manchester City, il Boro conquistò il settimo posto in Premier League, miglior piazzamento in campionato della propria storia negli ultimi 50 anni, grazie al quale la squadra si qualificò per la Coppa UEFA 2005-2006.
Il Middlesbrough, durante il calciomercato estivo del 2005, ingaggiò l'attaccante Yakubu Aiyegbeni dal Portsmouth. Le ambizioni della squadra erano la qualificazione alla Champions League e percorrere un buon cammino nella Coppa UEFA. Nonostante un rendimento in campionato molto al di sotto delle aspettative, durante il quale la squadra vantò comunque prestigiose vittorie contro Arsenal, Manchester United e Chelsea, il Boro raggiunse la finale di Coppa UEFA, dopo aver eliminato Roma, Basilea e Steaua Bucarest, queste ultime due grazie a due incredibili rimonte dopo che la squadra andò in svantaggio globale di 0-3 in entrambe le sfide. Le ottime prestazioni e i gol dell'attaccante italiano Massimo Maccarone furono decisivi per l'approdo del Middlesbrough nella finale della competizione, dove il club inglese fu tuttavia sconfitto dal Siviglia per 4-0 il 10 maggio al Philips Stadion di Eindhoven. Si trattò della prima finale europea per entrambe le squadre. Nello stesso anno il Boro raggiunse le semifinali di FA Cup, mentre in campionato, complice l'impegno europeo e della coppa nazionale, si classificò solamente al quindicesimo posto.

### La crisi e la retrocessione
Dopo la partenza di Steve McClaren, che accettò l'incarico di C.T. della nazionale inglese offertogli dalla F.A., la guida del Middlesbrough fu affidata all'ex capitano Gareth Southgate, che annunciò il proprio ritiro dal calcio giocato per dedicarsi esclusivamente al nuovo ruolo di allenatore della squadra. Con il tecnico inglese alla propria guida, il Middlesbrough raggiunse per tre anni di fila i quarti di finale di FA Cup e si salvò piazzandosi rispettivamente 12° e 13° nel 2007 e nel 2008. Nel mercato invernale del 2007 Southgate decise di cedere l'attaccante Massimo Maccarone, ai tempi l'acquisto più costoso nella storia del club, al Siena a titolo gratuito. Durante la finestra di mercato invernale del 2008, la società ha concluso l'acquisto più costoso della propria storia calcistica, spendendo 18 milioni di sterline per l'attaccante brasiliano Afonso Alves dello Sportclub Heerenveen, giocatore che tuttavia non si dimostrò mai decisivo nella Premier League. La situazione finanziaria della società, complici i cospicui ingaggi corrisposti ai giocatori negli ultimi anni e la mancata partecipazione alle competizioni europee, divenne precaria, tanto da costringere il club ad attuare una politica di riduzione del monte stipendi. Nell'estate del 2008 il capitano George Boateng e il portiere Mark Schwarzer lasciarono il Boro a parametro zero e furono sostituiti dal centrocampista francese Didier Digard, prelevato dall Nizza, e il portiere Ross Turnbull, proveniente dalle giovanili del club. Proprio a causa della nuova politica di risanamento dei conti del club, che indebolì notevolmente la squadra, dopo undici stagioni di permanenza nella massima serie inglese, al termine della stagione 2008-2009 il Boro retrocesse in Football League Championship classificandosi al penultimo posto in Premier League.
Nella stagione 2009-2010 il Middlesbrough puntava ad un immediato ritorno nella massima serie nazionale. Dopo un avvio positivo, la squadra stentò a decollare, anche a causa della cessione di alcuni dei giocatori di maggior rilievo, tra cui Stewart Downing, Tuncay Şanlı e Robert Huth. L'allenatore Gareth Southgate venne quindi esonerato e la squadra fu temporaneamente affidata all'assistente Colin Cooper per l'imminente incontro di campionato contro il Preston North End. Nei giorni successivi, fu ufficializzato l'ingaggio del tecnico scozzese Gordon Strachan. Nonostante il cambio di allenatore e l'acquisto di diversi giocatori durante la finestra di mercato invernale per rafforzare la rosa, tra cui l'australiano Scott McDonald dal Celtic e gli scozzesi Kevin Thompson e Barry Robson, la squadra, a causa di una serie di risultati negativi, non riuscì a raggiungere la promozione desiderata, concludendo la stagione al 14º posto.
Nel 2010-2011 il Middlesbrough si ripropose tra le candidate alla promozione, grazie ad un rafforzamento della rosa durante il mercato estivo e l'ingaggio dell'attaccante scozzese Kris Boyd dai Rangers. Dopo un avvio deludente, e con la squadra coinvolta nella zona retrocessione, il tecnico Gordon Strachan rassegnò le proprie dimissioni. In sostituzione dello scozzese fu ingaggiato Tony Mowbray, che godeva di un'ottima reputazione nell'ambiente grazie al suo passato da capitano della squadra nei primi anni novanta. Con il cambio di allenatore il Middlesbrough riuscì a risollevarsi in classifica, terminando la stagione al 7º posto. Le finanze del club erano in una situazione sempre più precaria, a causa degli ingenti investimenti della gestione Strachan. Nelle due stagioni successive, rispettivamente la 2011-2012 e la 2012-2013, la squadra fallì nuovamente i propri tentativi di ottenere un ritorno nella massima serie inglese, terminando entrambe le competizioni in una posizione di metà classifica, nonostante il clamoroso ritorno del difensore Jonathan Woodgate, ingaggiato a parametro zero proprio durante la finestra di mercato dell'estate 2012.

### L'era Aitor Karanka
Dopo tre anni alla guida del Middlesbrough, nell'ottobre 2013 il tecnico Tony Mowbray fu esonerato a causa degli scarsi risultati ottenuti e, nel novembre dello stesso anno, in sua sostituzione, la società annunciò l'ingaggio dello spagnolo Aitor Karanka, alla sua prima esperienza da allenatore, dopo essere stato l'assistente di José Mourinho durante il suo triennio sulla panchina del Real Madrid. Al termine della stagione 2013-2014 il Boro raggiunse il dodicesimo posto in campionato. Nella stagione seguente il Middlesbrough raggiunse il quarto posto della Championship, qualificandosi così ai play-off. Dopo essersi qualificato per la finale grazie alla doppia vittoria ottenuta in semifinale contro il Brentford, il Middlesbrough fu sconfitto dal Norwich City a Wembley per 2-0, vedendo così sfumare la promozione in Premier League. Nonostante la mancata promozione nella massima serie inglese, la stagione 2014-2015 verrà ricordata per le imprese compiute dalla squadra nelle coppe inglesi. Infatti, nel terzo turno della Coppa di Lega, al Liverpool servirono ben 16 tiri di rigore dopo i tempi regolamentari e supplementari per eliminare il Middlesbrough; in FA Cup, invece, il Club riuscì a raggiungere i quarti di finale, eliminando il Manchester City all'Etihad Stadium in una partita terminata per 2-0.
Nonostante la mancata promozione attraverso i play-off, il Middlesbrough si rinforzó ulteriormente durante la finestra di mercato estiva del 2015: tra i nuovi arrivi spiccarono i nomi di Stewart Downing, ala inglese di ritorno dopo sette anni, David Nugent dal Leicester City e Christian Stuani dall'Espanyol. La società si rafforzò anche a livello di management: il presidente Steve Gibson decise di affidarsi a Peter Kenyon come consulente di mercato e di ingaggiare lo spagnolo Victor Orta, precedentemente direttore sportivo del Siviglia, come manager degli osservatori in Europa. Il Middlesbrough disputò un ottimo girone di andata, alternandosi nelle prime due posizioni in classifica. Nella finestra di mercato invernale fu ingaggiato l'attaccante scozzese del Blackburn Rovers Jordan Rhodes per 11 milioni di sterline, cifra record per un giocatore della Championship. Tra i nuovi arrivi vi furono anche il centrocampista Julien De Saart e l'attaccante Kike Sola, mentre la punta Kike Garcia fu ceduta all'Eibar. Nonostante l'ottimo percorso, nel marzo 2016 la squadra entrò in crisi, tanto che l'allenatore Aitor Karanka abbandonò la squadra durante una seduta di allenamento, facendo sospettare un suo immediato addio al club, viste anche le voci che lo vedevano vicino al Valencia. Senza lo spagnolo in panchina la squadra fu sconfitta in casa del Charlton da una squadra ormai sull'orlo del baratro della retrocessione in Football League One. Nella settimana seguente Karanka tornò sui propri passi, giustificando l'accaduto con problemi personali. La squadra uscì dal periodo di crisi, vincendo gli scontri con le dirette concorrenti per la promozione, tra cui l'Hull City grazie ad una rete di David Nugent all'ultimo minuto di gioco. Il finale di stagione fu da cardiopalma, ma grazie ad un pareggio all'ultima giornata contro il Brighton, il Middlesbrough tornò in Premier League dopo sette anni. Al termine della stagione, il presidente Steve Gibson fu nominato baronetto dalla Regina Elisabetta II per il notevole contributo offerto alla comunità locale tramite la propria associazione benefica del club e per i meriti sportivi, avendo permesso la sopravvivenza della squadra grazie ai propri ingenti investimenti atti al risanamento del bilancio societario.

### La nuova discesa
La stagione 2016-2017, quella del ritorno in Premier League dopo sette anni, si rivelò molto complicata per il Middlesbrough. Nel mese di marzo, dopo sole quattro vittorie in 27 partite e con la squadra ferma al penultimo posto in classifica, Karanka fu esonerato e sostituito da Steve Agnew. L'8 maggio 2017, in seguito alla sconfitta per 0-3 sul campo del Chelsea, il club retrocesse in Football League Championship con due giornate di anticipo rispetto alla fine del campionato; in totale la squadra segnò soltanto 27 gol in 38 partite, minimo storico per la Premier League.
Nella stagione 2017-2018 il club, guidato da Tony Pulis, giunse al quinto posto in classifica, ma venne eliminato nella semifinale dei play-off dall'Aston Villa.

## Strutture

### Stadio

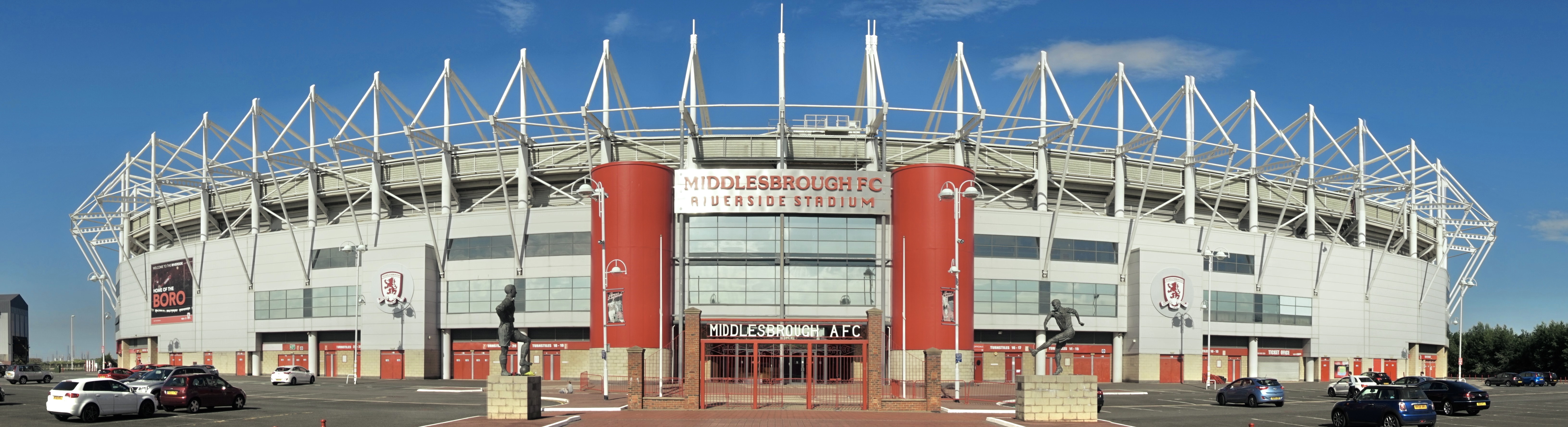
Veduta del Riverside Stadium

Prima di approdare al Riverside Stadium, il Middlesbrough giocò all'Ayresome Park dal 1903 al 1995 e prima ancora al Linthorpe Road dal 1876 al 1903.Il Riverside Stadium, il cui nome è stato attribuito dai tifosi tramite una votazione, è diventato la casa del Boro dall'agosto 1995 per un costo complessivo di 21 milioni di sterline. La sua capienza, inizialmente di 30,000 spettatori, venne incrementata a 35,100 nel 1998.
La media spettatori più alta registrata al Riverside risala alla stagione 2004/2005 con 32,012 persone.

## Allenatori
- 1899–1905  Jack Robson
- 1905–1906  Alex Mackie
- 1906–1909  Andy Aitken
- 1909–1910  John Gunter
- 1910–1911  Andy Walker
- 1911–1919  Tom McIntosh
- 1920–1923  Jimmy Howie
- 1923–1926  Herbert Bamlett
- 1927–1934  Peter McWilliam
- 1934–1944  Wilf Gillow
- 1944–1952  David Jack
- 1952–1954  Walter Rowley
- 1954–1963  Bob Dennison
- 1963–1966  Raich Carter
- 1966–1973  Stan Anderson
- 1973–1977  Jack Charlton
- 1977–1981  John Neal
- 1981–1982  Bobby Murdoch
- 1982–1984  Malcolm Allison
- 1984  Jack Charlton
- 1984–1986  Willie Maddren
- 1986–1990  Bruce Rioch
- 1990–1991  Colin Todd
- 1991–1994  Lennie Lawrence
- 1994–2000  Bryan Robson
- 2000–2001  Terry Venables
 Bryan Robson
- 2001–2006  Steve McClaren
- 2006–2009  Gareth Southgate
- 2009–2010  Gordon Strachan
- 2010–2013  Tony Mowbray
- 2013–2017  Aitor Karanka
- 2017  Garry Monk
- 2017-2019  Tony Pulis
- 2019-2020  Jonathan Woodgate
- 2020-2021  Neil Warnock
- 2021-2022  Chris Wilder
- 2022-2023  Chris Wilder
 Michael Carrick

## Calciatori

### Leggende votate dai tifosi
| - George Camsell - George Hardwick - Wilf Mannion - Brian Clough | - John Hickton - Willie Maddren - Tony Mowbray | - Bernie Slaven - Juninho - Gareth Southgate |

### Maggiori presenze in tutte le competizioni
| - Tim Williamson (602) - Gordon Jones (532) - John Hickton (499) | - John Craggs (487) - Jim Platt (481) - George Camsell (453) | - Jacky Carr (449) - Mark Schwarzer (446) - David Armstrong (431) |

### Migliori marcatori in tutte le competizioni
| - George Camsell (345) - George Elliott (213) - Brian Clough (204) | - John Hickton (193) - Micky Fenton (162) | - Bernie Slaven (146) - Alan Peacock (141) |

## Sponsor
- 1999-2000 - Telefónica O2
- 2000-2001 - Telefónica O2
- 2001-2002 - Telefónica O2
- 2002-2003 - Dial-a-Phone
- 2003-2004 - Dial-a-Phone
- 2004-2005 - 888.com
- 2005-2006 - 888.com
- 2006-2007 - 888.com
- 2007-2008 - Garmin
- 2008-2009 - Garmin
- 2009-2010 - Garmin
- 2010-2011 - Wiring Services
- 2011-2012 - Ramsdens
- 2012-2013 - Ramsdens
- 2013-2014 - Ramsdens
- 2014-2015 - Ramsdens

## Statistiche

### Partecipazioni ai campionati
Alla stagione 2025-2026 il club ha partecipato ai seguenti campionati nazionali:
| Livello | Categoria       | Partecipazioni | Debutto   | Ultima stagione | Totale |
| ------- | --------------- | -------------- | --------- | --------------- | ------ |
| 1º      | First Division  | 46             | 1902-1903 | 1988-1989       | 61     |
| 1º      | Premier League  | 15             | 1992-1993 | 2016-2017       | 61     |
| 2º      | Second Division | 34             | 1899-1900 | 1991-1992       | 53     |
| 2º      | First Division  | 3              | 1993-1994 | 1997-1998       | 53     |
| 2º      | Championship    | 15             | 2009-2010 | 2025-2026       | 53     |
| 3º      | Third Division  | 2              | 1966-1967 | 1986-1987       | 2      |

### Competizioni internazionali
| Competizione | Trofeo | Debutto   | Ultima stagione | Miglior risultato | Partecipazioni | G  | V  | N | P | RF | RS |
| ------------ | ------ | --------- | --------------- | ----------------- | -------------- | -- | -- | - | - | -- | -- |
| Coppa UEFA   |        | 2004-2005 | 2005-2006       | Finale            | 2              | 25 | 13 | 4 | 8 | 36 | 24 |

## Palmarès

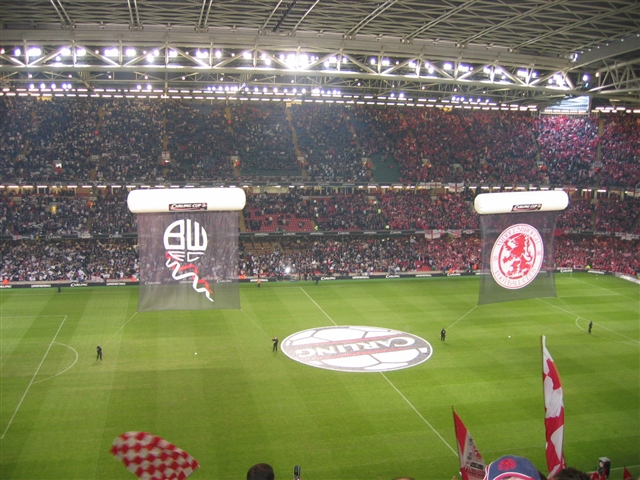
La finale di Coppa di Lega del 29 febbraio 2004 Middlesbrough-Bolton 2-1.

### Competizioni nazionali
- Coppa di Lega inglese: 1

2003-2004
- Campionato inglese di seconda divisione: 4

1926-1927, 1928-1929, 1973-1974, 1994-1995
- FA Amateur Cup: 2

1894-1895, 1897-1898

### Competizioni internazionali
- Coppa anglo-scozzese: 1

1975-1976

### Competizioni giovanili
- FA Youth Cup: 1

2003-2004
- Milk Cup: 2

1994 (Under-14), 1997 (Under-14)

## Organico

### Rosa 2024-2025
Rosa aggiornata al 26 settembre 2024. 
| N. |                        | Ruolo | Calciatore                 |
| -- | ---------------------- | ----- | -------------------------- |
| 1  | Senegal (bandiera)     | P     | Seny Dieng                 |
| 2  | Inghilterra (bandiera) | D     | Tommy Smith                |
| 3  | Paesi Bassi (bandiera) | D     | Rav van den Berg           |
| 4  | Inghilterra (bandiera) | C     | Daniel Barlaser            |
| 5  | Inghilterra (bandiera) | D     | Matt Clarke                |
| 6  | Inghilterra (bandiera) | D     | Dael Fry                   |
| 7  | Scozia (bandiera)      | C     | Hayden Hackney             |
| 8  | Australia (bandiera)   | C     | Riley McGree               |
| 10 | Paesi Bassi (bandiera) | C     | Delano Burgzorg            |
| 11 | Inghilterra (bandiera) | A     | Isaiah Jones               |
| 12 | Inghilterra (bandiera) | D     | Luke Ayling                |
| 13 | Stati Uniti (bandiera) | C     | Matthew Hoppe              |
| 14 | Irlanda (bandiera)     | A     | Alex Gilbert               |
| 15 | Paesi Bassi (bandiera) | D     | Anfernee Dijksteel         |
| 16 | Inghilterra (bandiera) | C     | Jonathan Howson (capitano) |
| 17 | Inghilterra (bandiera) | D     | Micah Hamilton             |

| N. |                         | Ruolo | Calciatore        |
| -- | ----------------------- | ----- | ----------------- |
| 18 | Stati Uniti (bandiera)  | C     | Aidan Morris      |
| 20 | Inghilterra (bandiera)  | C     | Finn Azaz         |
| 21 | Finlandia (bandiera)    | A     | Marcus Forss      |
| 22 | Scozia (bandiera)       | A     | Tommy Conway      |
| 23 | Australia (bandiera)    | P     | Tom Glover        |
| 24 | Sierra Leone (bandiera) | D     | Alex Bangura      |
| 25 | Inghilterra (bandiera)  | D     | George Edmundson  |
| 26 | Irlanda (bandiera)      | D     | Darragh Lenihan   |
| 27 | Danimarca (bandiera)    | C     | Lukas Engel       |
| 29 | Inghilterra (bandiera)  | A     | Morgan Whittaker  |
| 30 | Portogallo (bandiera)   | D     | Neto Borges       |
| 31 | Inghilterra (bandiera)  | P     | Sol Brynn         |
| 41 | Inghilterra (bandiera)  | D     | Harley Hunt       |
| 50 | Scozia (bandiera)       | C     | Ben Doak          |
|    | Irlanda (bandiera)      | P     | Mark Travers      |
|    | Nigeria (bandiera)      | A     | Kelechi Iheanacho |

### Staff
Staff aggiornato al 24 ottobre 2022.
Staff amministrativo
- Steve Gibson - Presidente
- Neil Bausor - Amministratore delegato
- Mark Ellis - Direttore operativo
- Michael James - Direttore finanziario
- Keith Lamb - Direttore non esecutivo
- Peter Kenyon - Consigliere d'amministrazione
- Karen Nelson - Segretario

Staff tecnico
- Michael Carrick - Allenatore
- Jonathan Woodgate - Vice allenatore
- Alan Fettis - Allenatore portieri
- Dave Leadbeater - Osservatore
- Phill Hudson - Performance analyst

Staff medico
- Luis Lago - Responsabile settore medico
- Jonathan Madden - Analista sportivo
- Chris Moseley - Fisioterapista
- Grant Downie - Medico

Staff settore giovanile
- Dave Parnaby - Direttore delle giovanili
- Paul Jenkins - Allenatore Under-21
- Graeme Lee - Vice allenatore Under-21
- Craig Liddle - Allenatore Under-18
- Mark Tinkler - Vice allenatore Under-18
- Chris Pennock - Allenatore portieri
- Peter Hood - Analista sportivo
- Martin Carter - Responsabile degli osservatori
- Alan Clarke - Vice responsabile degli osservatori
- Barry Dawson - Direttore risorse umane
- Leo Percovich - Responsabile del percorso e sviluppo giocatori